# Vaja
Vaja  este un oraș în districtul Mátészalka, județul Szabolcs-Szatmár-Bereg, Ungaria, având o populație de 3.784 de locuitori (2011). 

## Demografie
Componența etnică a orașului Vaja
     Maghiari (96,35%)
     Romi (3,21%)
     Necunoscut (0,09%)
     Alții (0,35%)
Componența confesională a orașului Vaja
     Reformați (62,66%)
     Romano-catolici (9,88%)
     Greco-catolici (8,72%)
     Fără religie (1,56%)
     Necunoscută (16,86%)
     Alte religii (2,3%)
Conform recensământului din 2011, orașul Vaja avea 3.784 de locuitori. Din punct de vedere etnic, majoritatea locuitorilor (96,35%) erau maghiari, cu o minoritate de romi (3,21%). Apartenența etnică nu este cunoscută în cazul a 0,09% din locuitori.  Din punct de vedere confesional, majoritatea locuitorilor (62,66%) erau reformați, existând și minorități de romano-catolici (9,88%), greco-catolici (8,72%) și persoane fără religie (1,56%). Pentru 16,86% din locuitori nu este cunoscută apartenența confesională.